# Zonitomorpha
Zonitomorpha là một chi bọ cánh cứng trong họ Meloidae.
Chi này được miêu tả khoa học năm 1909 bởi Péringuey.

## Các loài
Các loài trong chi này gồm:
- Zonitomorpha angustithorax Pic, 1912
- Zonitomorpha antennalis (Wellman, 1908)
- Zonitomorpha apicenotata Kaszab, 1956
- Zonitomorpha arcuatipes Pic, 1909
- Zonitomorpha bizonata Kaszab, 1956
- Zonitomorpha carinaticeps Pic, 1911
- Zonitomorpha costata Kaszab, 1953
- Zonitomorpha cribripennis (Fairmaire, 1895)
- Zonitomorpha davidis (Fairmaire, 1886)
- Zonitomorpha dollei (Fairmaire, 1888)
- Zonitomorpha fahraeusi Kaszab, 1953
- Zonitomorpha flavicollis Kaszab, 1956
- Zonitomorpha incostata Pic, 1932
- Zonitomorpha lemoulti Pic, 1910
- Zonitomorpha melanoptera (Fairmaire, 1894)
- Zonitomorpha natalensis Pic, 1909
- Zonitomorpha nigricolor Kaszab, 1953
- Zonitomorpha nigricornis Kaszab, 1953
- Zonitomorpha notaticollis Kaszab, 1952
- Zonitomorpha pectoralis Kaszab, 1953
- Zonitomorpha Perrieri (Fairmaire, 1902)
- Zonitomorpha pouilloni Pic, 1909
- Zonitomorpha prionocera Wellman, 1908
- Zonitomorpha rhodesiana Kaszab, 1953
- Zonitomorpha sellata (Fåhraeus, 1870)
- Zonitomorpha seminigripennis Kaszab, 1953
- Zonitomorpha sibuti Pic, 1932
- Zonitomorpha subelongata Pic, 1913
- Zonitomorpha teataceicornis Kaszab, 1953
- Zonitomorpha transgressor Péringuey, 1899
- Zonitomorpha unicolor Kaszab, 1953
- Zonitomorpha unicoloripennis Kaszab, 1956
- Zonitomorpha unipunctata Kaszab, 1953